# Pseudocercosporella capsellae
Pseudocercosporella capsellae är en svampart som först beskrevs av Ellis & Everh., och fick sitt nu gällande namn av Deighton 1973. Pseudocercosporella capsellae ingår i släktet Pseudocercosporella och familjen Mycosphaerellaceae.   Inga underarter finns listade i Catalogue of Life.